# Wypowiedź problematyczna
Wypowiedź problematyczna – w logice modalnej wypowiedź zbudowana z funktora modalnego może (lub równoważnego, np. "dopuszczalne jest") stwierdzającego możliwość oraz z argumentu w postaci zdania albo jego negacji.
Przykład: Jan Nowak może mieć rację.
Wypowiedzi modalne nie są zdaniami w sensie logicznym, gdyż nie można przypisać im obiektywnej wartości logicznej bez dokonania odpowiedniej interpretacji (np. logicznej lub tetycznej) i tym samym należą one do kategorii wypowiedzi niezupełnych.